# Archimedes (krater księżycowy)

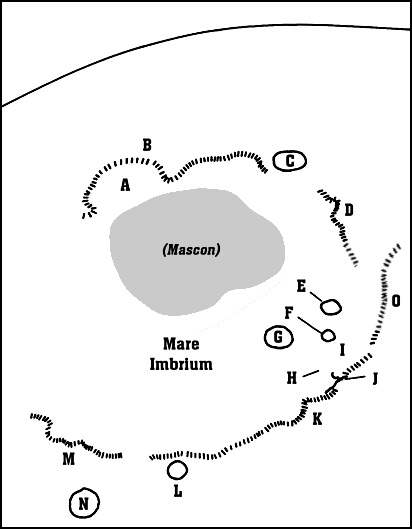
Mapa rejonu Mare Imbrium; Archimedes oznaczony jest literą G (w środku po prawej)

Archimedes – duży księżycowy krater uderzeniowy, leżący na wschodnim skraju Mare Imbrium. Na południe od krateru rozpościera się górzysty region Montes Archimedes. Za południowo-wschodnią krawędzią Archimedesa leży równina Palus Putredinis pokryta systemem rowów zwanych Rimae Archimedes, rozciągająca się na ponad 150 km. Na północ-północny zachód od krateru znajdują się Montes Spitzbergen, łańcuch szczytów na Mare Imbrium.
Na wschód od krateru Archimedes leży krater Autolykos. 13 września 1959 rozbiła się pomiędzy nimi Łuna 2. Był to pierwszy statek, który osiągnął powierzchnię Księżyca.
Na północny wschód od Archimedesa znajduje się wybitny krater Aristillus. Pokryta lawą równina pomiędzy Archimedesem, Aristillusem i Autolykosem tworzy Sinus Lunicus, zatokę Mare Imbrium. To morze księżycowe przecina dorsum ciągnące się od Archimedesa w kierunku północ-północny zachód.
Archimedes jest największym pod względem średnicy kraterem na Mare Imbrium. Jego pierścień ma znaczącą ścianę zewnętrzną, rozjaśnioną wyrzuconym materiałem skalnym i górną część tarasowo ukształtowanej ściany wewnętrznej, ale brakuje promieniście rozrzuconego materiału dookoła połączonego z młodszymi kraterami. Po południowo-wschodniej stronie krateru rozciąga się na 30 km trójkątny cypel.
We wnętrzu krateru nie ma centralnego szczytu, jest ono też zalane przez lawę. Nie ma tam znaczących formacji oprócz kilku niewielkich kraterów blisko obręczy. Leżą tam rozproszone wstęgi jasnego materiału, najprawdopodobniej naniesionego tam przez uderzenie, które stworzyło krater Autolykos.

## Satelickie kratery
Standardowo formacje te na mapach księżycowych oznacza się przez umieszczenie litery po tej stronie centralnego punktu krateru, która jest bliższa Archimedesowi.
| Archimedes | Szerokość | Długość | Średnica |
| ---------- | --------- | ------- | -------- |
| C          | 31,6° N   | 1,5° W  | 8 km     |
| D          | 32,2° N   | 2,6° W  | 5 km     |
| E          | 25,0° N   | 7,2° W  | 3 km     |
| G          | 29,1° N   | 8,2° W  | 3 km     |
| H          | 23,9° N   | 7,0° W  | 4 km     |
| L          | 25,0° N   | 2,6° W  | 4 km     |
| M          | 26,1° N   | 3,2° W  | 3 km     |
| N          | 24,1° N   | 3,9° W  | 3 km     |
| P          | 25,9° N   | 2,5° W  | 3 km     |
| Q          | 28,5° N   | 2,4° W  | 3 km     |
| R          | 26,0° N   | 6,6° W  | 4 km     |
| S          | 29,5° N   | 2,7° W  | 3 km     |
| T          | 30,3° N   | 5,0° W  | 3 km     |
| U          | 32,8° N   | 1,9° W  | 3 km     |
| V          | 32,9° N   | 4,0° W  | 3 km     |
| W          | 23,8° N   | 6,2° W  | 4 km     |
| X          | 31,0° N   | 8,0° W  | 2 km     |
| Y          | 29,9° N   | 9,5° W  | 2 km     |
| Z          | 26,8° N   | 1,4° W  | 2 km     |

Następujące kratery otrzymały nazwy własne nadane przez MUA:
- Archimedes A → Bancroft.
- Archimedes F → MacMillan.
- Archimedes K → Spurr.